# Zoran Roje
Zoran Roje (ur. 7 października 1956 w Splicie) – chorwacki piłkarz wodny. W barwach Jugosławii dwukrotny medalista olimpijski.
Zawodnik był członkiem drużyny narodowej, gdy ta zdobyła mistrzostwo na igrzyskach olimpijskich w Los Angeles w 1984 roku(Jugosławia była jednym z państw komunistycznych, które wzięły udział w olimpiadzie). Cztery lata wcześniej Jugosławia zajęła drugie miejsce. W kadrze Jugosławii rozegrał 241 meczów.